# Cayo Fulvio Plauciano

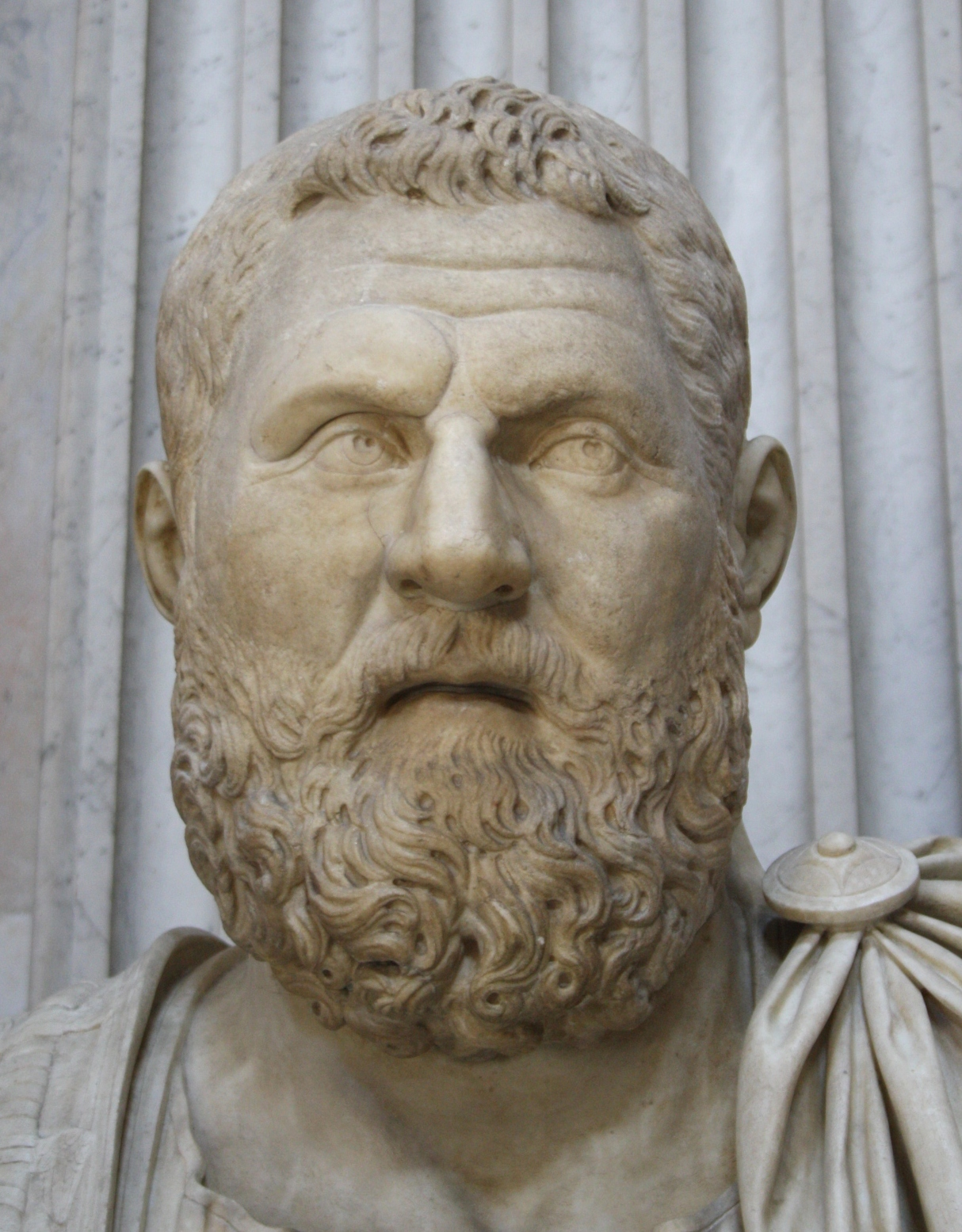
Retrato de Plauciano conservado en los museos vaticanos de Roma.

Cayo o Gayo Fulvio Plauciano  (nacido en 150 y muerto el 22 de enero de 205) fue un militar y político romano, emparentado con la dinastía Severa por vía materna, bajo cuyo gobierno desarrolló su carrera. Era originario de Leptis Magna, al sudeste de Cartago (actual Libia, Norte de África).

## Carrera pública
Plauciano era primo por parte de madre del emperador Septimio Severo. Fue nombrado prefecto del pretorio al mando de la guardia pretoriana en 197. Debido a su amistad con Severo, éste le nombró con varios honores entre los que se cuentan la insignia consular, un sitio en el senado y un consulado en 203.
Plauciano ayudó a Severo a administrar el imperio, llegando a ser el segundo hombre más rico y poderoso de Roma tras el emperador, lo que fue causa de preocupación para la emperatriz Julia Domna y para Caracalla. En 202, casó a su hija Fulvia Plaucila con Caracalla,  hijo de Severo, en Roma. El matrimonio no fue feliz.
En 205 Plauciano inició un complot para derrocar a la familia de los Severos. Cuando el plan fue descubierto, la familia imperial ordenó su muerte, que se ejecutó el 22 de enero 205. Tras ella, se confiscaron todas sus propiedades, su hijo con el mismo nombre, su hija y su nieta fueron exiliados a Sicilia y más tarde a Lipari y su nombre fue borrado de los monumentos públicos. Finalmente toda su descendencia fue estrangulada por mandato de Caracalla en el año 212.